# 英制单位
英制单位，也称为帝国单位、帝国单位制（英語：Imperial units）是源自英国的一种计量单位制。
在中文语境中，英制量度單位為了與公制或中國傳統單位區別，多在單位前加一「英」字，或冠以口字旁稱之，如：、，或簡稱。另見計量用漢字。
由於十進制的公制單位使用方便，多為各國採行，所以英国自1965年起立例轉換成国际单位制，並于1995年完成了单位制的转换（陸路交通仍以英里作為單位）。但國際上許多個別領域，仍沿用英制：例如電視機、電腦顯示器、手機螢幕大小、貨櫃長度以及衣物、鞋子等尺碼以英制表示；在枪械上，英寸、码、格令等单位依然是主要度量衡。而航空管制上，飛行高度、跑道長度等，也允許以英呎為單位。此外，一度被美國英制影響的宇宙航天領域因為曾发生度量衡轉換的事故（火星氣候探測者號），現在的太空船又回到使用公制計算。美國等國雖然名義上繼續沿用英制度量衡，但美國稱為美式英制，與英國所使用的單位已經有所不同。

## 歷史

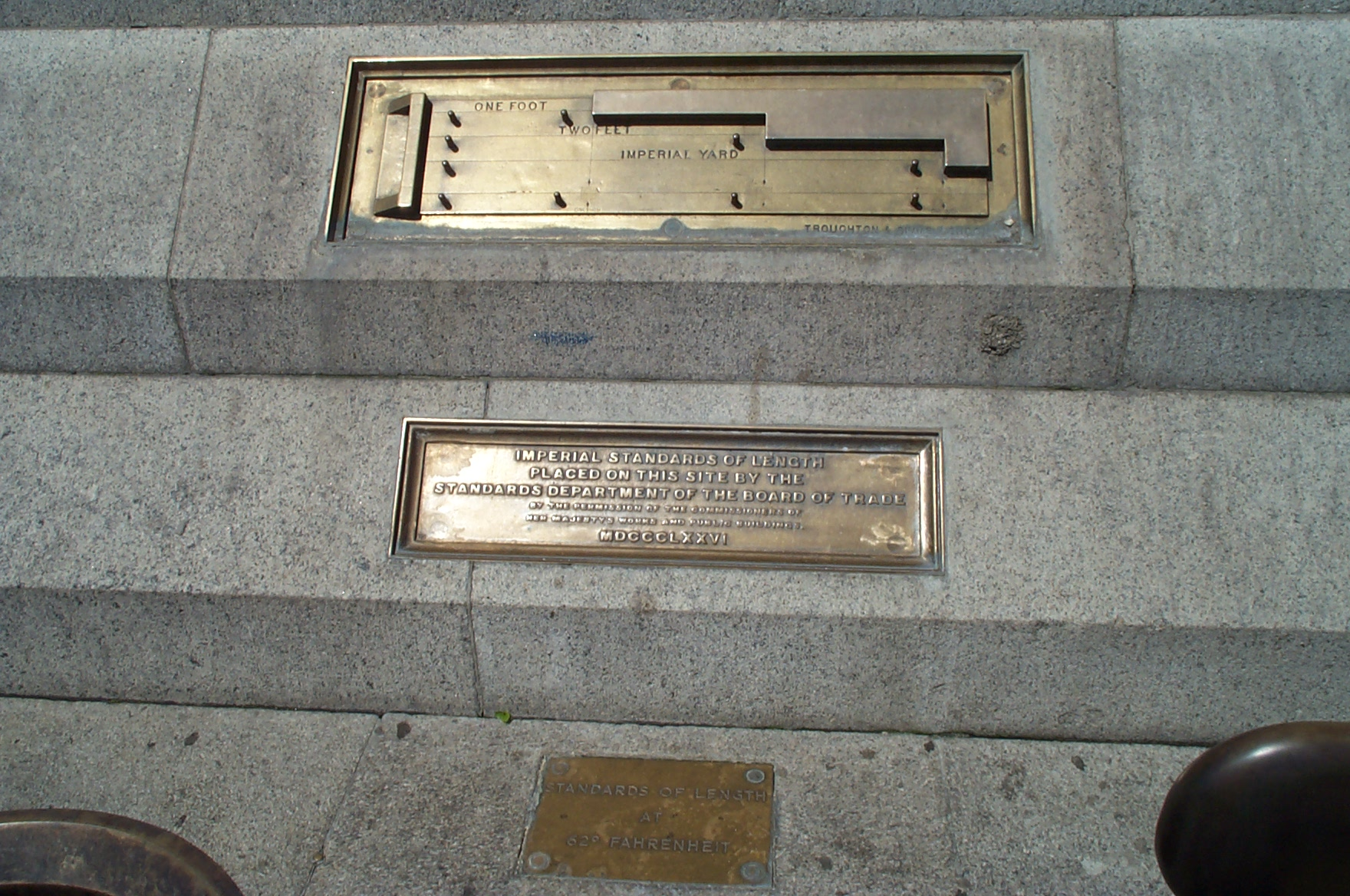
1876年帝國標準長度，倫敦特拉法加廣場。

英制單位來自羅馬帝國的度量衡單位，所以跟羅馬帝國的單位一樣，都以當時的農業生產作為單位的基準。例如：
- 長度單位：一英寸等於三顆大麥的總長度；
- 重量單位：一磅等於一顆從麥穗的中間抽取的大麥的重量的7000倍；
- 容量單位（導出單位）：一品脫的水的重量等於一又四分一磅。

## 与其他单位制的关系
如今的英美制单位实际上是一种必须与国际单位制挂钩的单位制。脱离了国际单位制，英美制无法精确定义。
大多数英制单位与现在应用于美国的美单位（又称「美式英制单位」）的名称相同，但是具体的定义不同，甚至有些是迥异的。在英国，一些英制仍旧保留（如路标的「英里」），但使用国际单位制用于食品销售、日常量測等已日趋普遍。古老英制的参考纪录在如今能够得以保留。

## 長度
1959年後，美式英制中的英寸（inch）和英制中的英寸在科學應用和商業用途中統一為25.4公釐（mm），但美式保留了有稍微不同的測量中使用的“測量英寸”。
- 1英寸（inch）= 2.54公分（cm） = 25.4公釐（mm）
- 1英尺（foot）= 12英寸 = 3.048公寸（dm） = 30.48公分（cm） = 304.8公釐（mm）
- 1碼（yard）= 3英尺 = 36英寸 = 9.144公寸（dm） = 91.44公分（cm） = 914.4公釐（mm）
- 1英尋（fathom）= 2碼 = 6英尺 = 72英寸 = 1.8288公尺（m） = 18.288公寸（dm） = 182.88公分（cm） = 1,828.8公釐（mm）
- 1鏈（chain）= 11英尋 = 22碼 = 66英尺 = 792英寸 = 2.01168公丈（dam） = 20.1168公尺（m） = 201.168公寸（dm） = 2,011.68公分（cm） = 20,116.8公釐（mm）
- 1浪（furlong）= 10鏈 = 110英尋 = 220碼 = 660英尺 = 7920英寸 = 2.01168公引（hm） = 20.1168公丈（dam） = 201.168公尺（m）= 2,011.68公寸（dm） = 20,116.8公分（cm） = 201,168公釐（mm）
- 1英里（mile）= 8浪 = 80鏈 = 1760碼 = 5280英尺 = 1.609344公里（km） = 16.09344公引（hm） = 160.9344公丈（dam） = 1,609.344公尺（m）= 16,093.44公寸（dm） = 160,934.4公分（cm） = 1,609,344公釐（mm）

以上的換算，兩種單位制是相同的，但其中的中間單位如：鏈（chain）和浪（furlong）在英國使用較多。

## 容量
如今的英式加仑（gallon，4.55升）和英式蒲式耳（bushel，36.4升）分别比美式加仑（3.79升）和美式蒲式耳（35.2升）大20%和3%。1英式加仑定义为華氏62度下10磅重的水的体积，1英式蒲式耳为8英式加仑。
英制加仑分为160液盎司（fluid ounces），1英制液盎司約為28.4毫升；而美制加仑分为128液盎司，1美制液盎司約為29.6毫升。
- 1 英液盎司 = 28.4 毫升
- 1 及耳（gill）= 5 液量盎司 = 142 毫升
- 1 品脫（pint）= 4 及耳 = 568 毫升
- 1 脫（quart）= 2 品脱 = 1.14 升
- 1 加仑（gallon）= 4 夸脱 = 4.55 升
- 1 配克（peck）= 2 加仑 = 9.09 升
- 1 坎宁（kenning）= 2 配克 = 18.2 升
- 1 蒲式耳（bushel）= 8 加仑（4 配克 或 2 坎宁）= 36.4 升
- 1 （quarter）= 8 蒲式耳 = 2.91 百公升

英式药剂单位：
- 1 量滴（minim）= 0.0592 毫升
- 1 液量吩（fluid scruple）= 20 量滴 = 1.18 毫升
- 1 液量打兰（fluid dram）= 3 液量吩 = 60 量滴 = 3.55 毫升
- 1 液量盎司 = 8 液量打兰 = 28.4 毫升
- 1 品脱 = 20 液量盎司
- 1 美式液量盎司 = 1.041 英式液量盎司 = 29.6 毫升
- 1 英式液量盎司 = 0.961 美式液量盎司 = 28.4 毫升
- 1 美式加仑 = 0.833 英式加仑 = 3.79 升
- 1 英式加仑 = 1.201 美式加仑 = 4.55 升

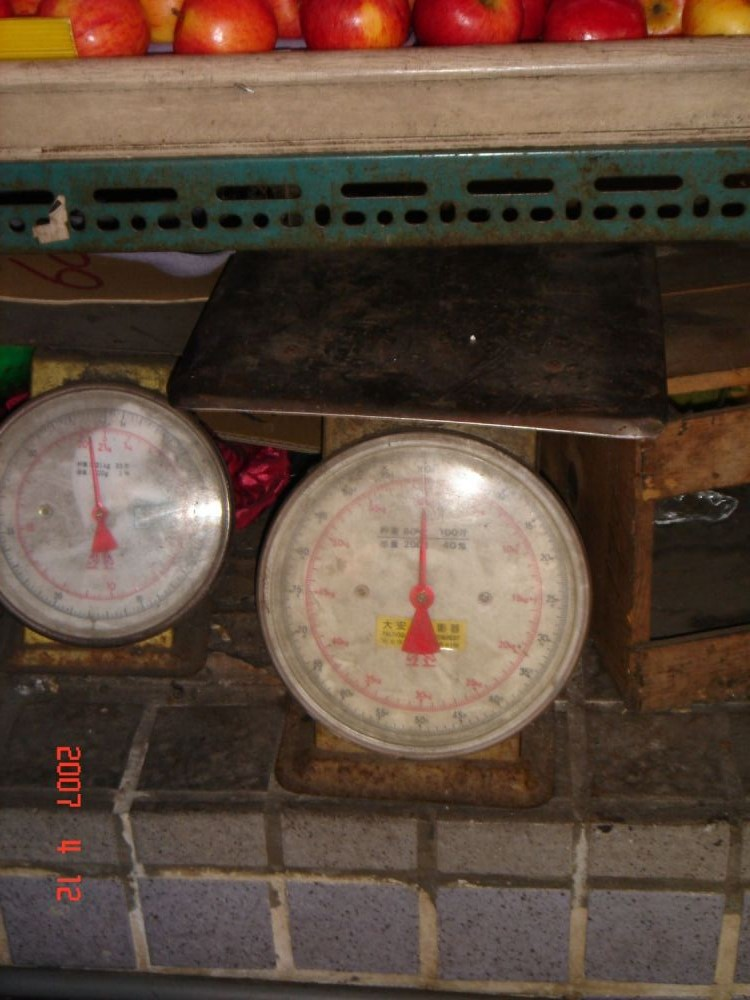
磅秤

## 質量
- 1 格令（grain）= 64.79891 毫克
- 1 打兰（drachm）= 1/16 盎司（ounce） = 1.77 克
- 1 盎司 = 1/16 磅（pound）= 28.349523125 克
- 1 磅 = 7000 格令 = 453.59237 克
- 1 英石（stone）= 14 磅 = 6.35 千克
- 1 （quarter）= 2 英石 = 28 磅 = 12.7 千克
- 1 英担（hundredweight）= 4 夸特 = 112 磅 = 50.8 千克
- 1 英噸（ton）= 20 英担 = 2240 磅 = 1016 千克

请注意英噸（長噸long ton）是2240磅，較美噸（短噸short ton）是2000磅（907千克）更接近于国际单位制的公噸。

## 使用情況
現在還正式採用英制單位的國家与地区十分少，如利比里亚和缅甸。

截至2019年使用公制、英制和美制慣用系統的國家/地區

### 美國
美国使用的乃是美式英制单位，跟傳統的英制单位有異。美式車輛的儀表板上，會同時出現英哩（mph）和公里（km/h）兩種時速單位，在跨境行駛時，於美國採用英制，並在加拿大、墨西哥採用公制；另外在美國職棒中，投手的投球時速是採用英制單位，而國際棒總、日本職棒、韓國職棒、中華職棒的投手投球速度則採用公制單位。
湯瑪斯·傑佛遜曾寫信給法國友人詢問詳情，法國派 Joseph Dombey 攜帶了一個法國正在制定的千克樣品。然而 Dombey 乘的船被風暴吹到加勒比海，客死異鄉，沒能抵達美國。

### 香港
在香港，度量衡條例容許英制、司马制和公制並行，因此部份英制和市制單位仍廣泛使用，部份是英治時期留下的習慣，部份受產品及行規影響。

### 馬來西亞
在馬來西亞，有幾個單位仍被廣泛使用：房屋土地買賣仍使用“平方呎”交易，“吋”依然為日常生活中唯一用來量腰圍的單位，建材以“呎吋”做買賣，中年人多用“呎吋”表達身高，較大的土地面積多數用“依格”（acre 英畝）來表達。“加仑”偶爾也會見於報紙有關水壩儲水量之類的報導。其他單位已經很少使用。
啤酒仍以“品脱”为单位。
地址中偶爾會用Batu表示某段路的英里距離，例如Batu 5 Jalan Ipoh指距離怡保路起始五英里處。

## 缺点
- 英制单位是习惯单位。即使是同一个物理量，习惯上人们会根据所测量的东西不同给予不同的单位，这导致同一物理量下英制各单位之间没有简单的换算关系，其换算比国际单位制下的单位内部换算要复杂得多。例如：同样是长度单位，1英尺=12英寸，1码=3英尺，1英里=1,760码......相比之下，国际单位制内部换算都是十进位。中国的市制内部换算也比英制单位要简单，从商朝起就是1尺=10寸，1丈=10尺，仅有少数例外（如1斤=16两）。
- 一些同名英制单位在测量不同物体时具有不同值，不注意会发生问题。如盎司分为金衡盎司和常衡盎司。
- 一些同名单位在英国、美国具有不同值，如加仑分为英制加仑和美制加仑（美制加仑还分为液量和干量两类）。
- 如今的英制单位是跟国际单位制挂钩的，否则英制单位无法精确定义。